# Oxyopes ornatus
Oxyopes ornatus là một loài nhện trong họ Oxyopidae.
Loài này thuộc chi Oxyopes. Oxyopes ornatus được John Blackwall miêu tả năm 1868.